# 丸山古墳 (精華町)
丸山古墳伝承地（まるやまこふんでんしょうち）は、京都府相楽郡精華町にある円墳もしくは前方後円墳の一部とされた小山。

## 概要
精華町役場の東南に位置する。中腹に三宅安兵衛遺志による「伝 野見宿禰塚」の石碑が建てられている。
南側の長い台地上には、四宮神社の社殿および鳥居があったが、1876年（明治9年）に稲植神社に移された。
円墳あるいは前方後円墳ではないかとの伝承があったが、1986（昭和61）年に精華町教育委員会が実施した試掘調査によると、古墳の埋葬施設や葺石・埴輪等の外表施設もしくはそれと関連する遺構は、まったく検出されず、頂上部のほぼ中央で室町時代の土坑一基を検出した他、土師器・瓦器等が出土した。また、現地調査の結果「丸山」の大半が自然丘であることが判明した。